# Göyəlli
Göyəlli è un comune dell'Azerbaigian situato nel distretto di Gədəbəy. Conta una popolazione di 1 393 abitanti.